# Odeur de verrat
Pour les articles homonymes, voir Odeur (homonymie).

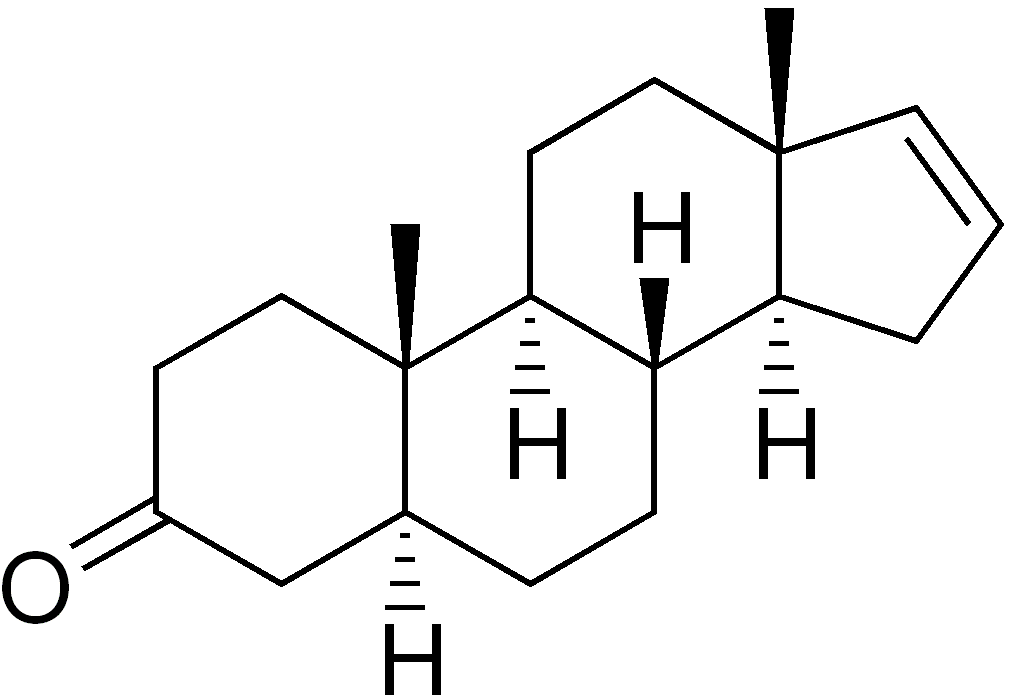
Représentation moléculaire de l'androstérone, l'une des causes de l'odeur de verrat

L’odeur de verrat, ou odeur sexuelle, est une odeur forte, généralement jugée désagréable, dégagée pendant la cuisson de la viande de certains porcs mâles pubères. Jusqu'à récemment, les éleveurs ne livraient aux abattoirs que peu de viande de verrat : pour des raisons de maniabilité des animaux dans les élevages, les porcs étaient castrés encore jeunes, avant que l'odeur sexuelle n'imprègne leur viande. Depuis quelques années toutefois, des raisons économiques mais aussi éthiques incitent à l'élevage de porcs entiers, non castrés : l'odeur de verrat est devenue un problème commercial, économique et technique auquel différentes solutions sont proposées. Cette odeur concerne entre 3 et 5 % des porcs mâles.

## Causes
L’odeur de verrat découle principalement d'une accumulation dans les tissus adipeux  d’androstérone et de scatol et dans une moindre mesure de molécules d'indole. D'autres molécules, encore non identifiées, jouent probablement un rôle amplificateur dans la perception de ces odeurs indésirables. Coproduite avec la testostérone par les testicules des porcs mâles à partir de la puberté, l'androstérone — de type  5a-androsténone — agit non pas comme une hormone mais comme une phéromone : elle attire la truie en rut et lui donne ainsi envie de s’accoupler. Pour l'odorat humain, ce composé sent l'urine, la transpiration, l'ammoniac. Le scatol est un produit de la dégradation par des bactéries des protéines (du tryptophane) dans l'intestin aussi bien des porcs mâles entiers, que des castrats et des femelles. Son taux est néanmoins beaucoup plus élevé dans la viande des porcs entiers car les stéroïdes testiculaires inhibent en partie sa dégradation dans le foie. Le scatol s’accumule donc peu à peu dans le gras des porcs mâles. L'odeur de ce composé est identifiée par le nez humain comme celle de fèces, ou de naphtalène.
Tous les porcs n’expriment pas cette odeur. Ceux qui l'expriment le font à des âges et à des poids variables.

## Conséquences
Parmi les consommateurs dont l'odorat perçoit cette odeur, certains en sont moins incommodés que d'autres, voire pas du tout. Pour une partie des consommateurs, sensibles à l'odeur de verrat, ce défaut de flaveur dans une viande cuite est toutefois rédhibitoire : pour eux, la viande est tout simplement immangeable. Cependant, la perception de l'androsténone est génétiquement déterminée (les femmes y sont plus sensibles que les hommes et selon les pays, 20 à 40 % de la population serait anosmique), et d'autre part cette odeur de verrat n'apparaît que dans une proportion de 5 à 10 % des mâles non-castrés. De plus, la transformation en produits charcutiers permet d'améliorer l'acceptabilité des viandes porteuses d'odeurs sexuelles. En effet, le processus de transformation fait disparaître une partie de l'androsténone stockée dans les tissus gras (effet d'atténuation), tandis que le mélange avec des viandes indemnes dans une mêlée abaisse la concentration du produit obtenu (effet de dilution). Enfin, le seuil d'acceptabilité de l'androsténone est supérieur dans les produits charcutiers à celui de la viande fraîche.

## Contrôle de l’odeur de verrat
En 1993 une directive  européenne sur la viande fraîche autorise la consommation de viande issue de mâles entiers si leur carcasse a pu être contrôlée par une méthode reconnue. Le règlement (CE) n° 854/2004 du Parlement européen édicte que les viandes doivent être déclarées impropres à la consommation humaine lorsqu'elles présentent une odeur sexuelle prononcée.
Les scientifiques de nombreux pays se sont donc penchés sur le problème, en explorant les pistes génétique, zootechnique (alimentation et âge à l'abattage), immunitaire et agroalimentaire. En 2008 la Commission européenne lance un appel d'offres concernant une étude visant à accroître le bien-être animal et notamment à développer des alternatives à la castration ; cela aboutit au rapport final de l'Alcasde de 2009. En France, un projet financé par l’Agence Nationale de la Recherche (programme Blanc ANDROPIG) s'intéresse également à ce domaine.

### Castration chirurgicale
Traditionnellement, la méthode employée pour éviter l'odeur de verrat est la castration chirurgicale des mâles dans leurs premières semaines de vie. Chaque année dans l'Union européenne près de 80 % des porcelets mâles sont castrés, ce qui - en date de 2010 - représente environ 100 millions de bêtes. La castration fragilise momentanément les animaux et les expose à un risque accru d'infection. Mais surtout les mâles castrés présentent un moins bon taux de conversion alimentaire et une croissance moins rapide que les mâles entiers (les hormones sexuelles mâles sont anabolisantes)  leur viande par ailleurs est plus grasse. Dans les Iles Britanniques, la castration a ainsi été abandonnée au cours des années 90 pour répondre aux exigences de cahiers des charges "bien-être" (avec un abattage à 4 mois et demi) ; en Espagne et en Grèce plus de 20 % des porcs ne sont pas castrés pour les mêmes raisons.
Par ailleurs cette pratique est de plus en plus contestée, non seulement par les organisations de défense des animaux mais aussi par un large public du fait que cette opération est souvent pratiquée sans anesthésie ni analgésie. La castration à vif des porcelets est reconnue comme étant une opération douloureuse, au moment de l’opération et au moins 4 jours après l’opération : «dans les heures qui suivent, détaille l'Inra (Institut national de la recherche agronomique), on constate une prostration, des tremblements et des spasmes chez les porcelets. Leur souffrance dure plusieurs jours.»
En 2008 une directive européenne vient imposer l'anesthésie par un vétérinaire à la suite des castrations qui seraient opérées après le septième jour de vie de l'animal. Il est aujourd’hui reconnu que cette dérogation à l’obligation d’anesthésie n'a aucun fondement scientifique, le porcelet nouveau-né percevant  parfaitement la douleur, peut-être même davantage qu’un animal plus âgé.
L'anesthésie peut être générale ou locale.
Applicable dans la pratique, la castration chirurgicale avec anesthésie par inhalation a néanmoins un coût qui rend son adoption problématique par les plus petites exploitations. L'anesthésie peut aussi poser un problème sanitaire du fait de la persistance de ses composants dans la viande.
À l'automne 2010, un groupe de réflexion, mis en place par la Commission européenne, sous l'autorité de la Direction générale de la Santé et des consommateurs, fait des recommandations de principe sur la castration des porcs: à compter du 1er janvier 2012, la castration chirurgicale devra se faire, le cas échéant, avec analgésie et/ou anesthésie prolongée au moyen de méthodes mutuellement reconnues; dans un deuxième temps, la castration chirurgicale devra être abandonnée le 1er janvier 2018 au plus tard ("à la condition que soit mis en place un partenariat européen sur la castration des porcs pour la conduite des actions nécessaires à la concrétisation de cet objectif"). Certains acteurs de la filière porcine européenne ont signé ce texte, comme la Fédération vétérinaire européenne, l’INRA, Breiz Europe... Dans le sillage de cette déclaration, la Commission Européenne arrête un programme de travail le 19 août 2011.
La castration des porcelets mâles, largement pratiquée dans la plupart des pays Européens, est déjà interdite sans anesthésie en Norvège depuis 2002 et en Suisse depuis 2010. Cette interdiction est également envisagée très sérieusement en Belgique et aux Pays-Bas,
Les verrats produisent moins d'azote que les porcs castrés.

### «Vaccination» ou  immuno-castration
Le département santé animale de la société Pfizer a développé un vaccin contre l'odeur de verrat, largement utilisé en Australie et en Nouvelle-Zélande depuis 1998. Le principe de ce vaccin est d'induire une réponse immunitaire à la gonadolibérine, une neurohormone responsable du développement testiculaire. Les individus vaccinés présentent donc une atrophie testiculaire partielle et de faibles concentrations en scatol et androsténone. Malgré un lobbying très actif, ce vaccin ne fait pas l'unanimité. Ainsi au Royaume-Uni, l'Assured Food Standards (AFS) agency a jusqu'ici refusé l'utilisation de ce vaccin et certains éleveurs demandent plus d'assurances quant à la totale innocuité du vaccin pour les consommateurs. En France, l’inter-profession se pose la question de l'acceptabilité d'un tel procédé pour les consommateurs, étant donné le risque de confusion dans l'opinion publique entre cette vaccination et un traitement hormonal (avec en arrière-plan la mémoire collective des scandales du « poulet aux hormones »). Elle évoque aussi le risque d'auto-injection pour l'opérateur. La Commission européenne a délivré une autorisation de mise sur le marché valable dans toute l’Union européenne pour Improvac à Pfizer Limited, le 11 mai 2009. L'Improvac contient un conservateur mercuriel, le thiomersal.

### Élevage de mâles entiers

#### Modification de l'âge d'abattage
C'est la solution adoptée par les Britanniques et les Irlandais. En France les porcs sont abattus à l’âge de 6 mois environ, à 115-120 kg : à ce poids, un tiers des mâles non castrés développent l'« odeur de verrat ».

#### Sélection génétique
Aux États-Unis, l’exploitation agricole Sugar Moutain Farm prône l'élevage des mâles entiers, et mise à la fois sur la sélection génétique d'animaux à faibles niveaux d'androsténone et sur l'alimentation pour limiter l'odeur de verrat. L’un des avantages des verrats est que leur viande est plus maigre et leur croissance plus rapide d’environ 10 % que celle des porcs castrés et des cochettes ; il y a donc une meilleure efficacité de la conversion alimentaire.
La limite de cette solution pourrait être une fertilité moindre des espèces ainsi sélectionnées.

#### Modification des conditions d'élevage
Des mesures visant le logement, l’alimentation et la sélection peuvent réduire de manière importante l'odeur de verrat.
L'alimentation et les conditions de stabulation permettent d'agir sur la concentration de scatol. Ainsi selon l'Office Vétérinaire Fédéral Helvétique (OVF) : « le problème lié à cette substance peut être négligé ».
L’odeur de verrat peut être réduite lorsque les animaux ne se vautrent pas dans leurs déjections (comportement qui a une fonction de  thermorégulation) : la loi danoise stipule que les porcs de plus de 20 kg doivent avoir accès à une douche, ou à un autre mode de thermorégulation.
Bien que les scientifiques ne soient pas d'accord sur les causes de la présence de tryptophane dans le tractus digestif que certains attribuent à la seule dégradation de débris cellulaires tandis que d'autres mettent en avant des causes alimentaires, des modifications du régime alimentaire (adjonction d’amidon ou de chicorée) ont montré qu'il était possible de réduire la présence de tryptophane et ainsi d'améliorer la qualité de la viande.
En raison du lien entre le stress et les fonctions digestives, d'autres modifications comme la composition sociale des groupes d'animaux (suivant leur âge, leur sexe), la surface allouée à chaque individu, peuvent améliorer la qualité de la viande. En élevage intensif il peut être intéressant de séparer les mâles des cochettes afin de retarder la puberté qui accroît l'odeur de verrat.

#### Adaptation du circuit de transformation
Dans l'hypothèse où la castration des porcs mâles serait abandonnée, il faudrait être en mesure de trier les carcasses présentant des odeurs sexuelles sur la chaîne d'abattage pour les orienter vers un circuit de transformation adapté. Or pour l'instant, les méthodes existantes (dosage automatisé du scatol, test olfactif par chauffage du tissu gras, nez électronique) sont soit inadaptées aux cadences, soit insuffisamment fiables pour garantir l’absence de viande porteuse d'odeur de verrat en aval de la chaîne de transformation. Les recherches concernant le nez électronique sont particulièrement poussées en Norvège ainsi qu'en Suisse.
Les Norvégiens ont un projet de recherche avec des abeilles (Apis mellifera) ou des guêpes (Microplitis croceipes) : elles sont  capables de détecter l’odeur.
En 2009, il n'y avait pas encore de méthode reconnue au niveau européen pour détecter l'odeur de verrat.

### Sexagedu sperme
Limiter l’élevage à celui des individus femelles, en l'espèce des truies, grâce au tri des spermatozoïdes pourrait être une solution : réalisée au niveau expérimental, cette technique n'a pas encore - en date de 2007 - trouvé à s'appliquer au niveau des élevages porcins (mais elle est déjà mise en œuvre en élevage bovin pour d'autres raisons).